# تل صفر علی
تل صفر علی مربوط به سده‌های متاخر دوران‌های تاریخی پس از اسلام است و در شهرستان مرودشت، بخش کامفیروز، دهستان خرم مکان، شمال غرب روستای مشهدی بیلو واقع شده و این اثر در تاریخ ۲۳ بهمن ۱۳۸۵ با شمارهٔ ثبت ۱۷۲۷۵ به‌عنوان یکی از آثار ملی ایران به ثبت رسیده است.